# Brachyanax papuanus
Brachyanax papuanus är en tvåvingeart som beskrevs av Neal L. Evenhuis 1981. Brachyanax papuanus ingår i släktet Brachyanax och familjen svävflugor. Inga underarter finns listade i Catalogue of Life.